# Бакаева, Ольга Семёновна
Ольга Семёновна Бакаева (11 июля 1914, село Панино, Воронежская губерния — 29 мая 2000, Отрожка, Воронеж) — передовик сельскохозяйственного производства. Герой Социалистического Труда (1948).

## Биография
Родилась 11 июля 1914 в крестьянской семье в селе Панино Воронежской губернии. Окончила начальную школу. С 1933 года колхозница колхоза «Красный маяк» Панинского района.
В 1934 году была назначена звеньевой полеводческого звена. В 1947 году звено, руководимое Ольгой Бакаевой, собрало в среднем по 30,4 центнера зерновых с участка площадью 8 гектаров. За это достижение была удостоена звания Героя Социалистического Труда.
В 1969 году вышла на пенсию. С 1986 года проживала в городе Старый Оскол Белгородской области и в последние годы своей жизни — в воронежском микрорайоне Отрожка.

## Память
- 6 сентября 2014 года в посёлке Панино на аллее Героев был торжественно открыт бюст Ольги Бакаевой[1].

## Награды
- Герой Социалистического Труда — указом Президиума Верховного Совета СССР от 18 января 1948 года